# Venez divin Messie
Venez divin Messie est un chant populaire chrétien. Il est chanté durant la période de l'Avent (les quatre semaines qui précèdent Noël). Il rappelle le temps d'attente du peuple d'Israël avant la naissance du christ. Ce chant est en même temps un appel à Jésus-Christ présent dans l'Eucharistie. La mélodie est reprise d'un ancien Noël, "Laissez paître vos bestes", utilisé par Marc-Antoine Charpentier pendant l'offertoire dans sa Messe de Minuit pour Noël. Cette mélodie sera reprise au moment de la Fronde pour une Mazarinade.

## Les paroles
(Version originale)
Texte : abbé Simon-Joseph Pellegrin (1663-1745), d'après És 4,14 ; Lc 2,4-14 ; Jn 3,16-18
Musique : air traditionnel français, XVIe siècle (Laissez paître vos bêtes)
Venez divin Messie

Sauvez nos jours infortunés,

Venez source de Vie

Venez, venez, venez !
1. Ah ! Descendez, hâtez vos pas ;

Sauvez les hommes du trépas,
 (ou / Seigneur, de l’éternel trépas)
Secourez-nous, ne tardez pas.

Dans une peine extrême,

Gémissent nos cœurs affligés.

Venez Bonté Suprême,

Venez, venez, venez !
2. Ah ! Désarmez votre courroux,

Nous soupirons à vos genoux,

Seigneur nous n'espérons qu'en vous,

Pour nous livrer la guerre

Tous les enfers sont déchaînés ;

Descendez sur la terre

Venez, venez, venez ! 
3. Que nos soupirs soient entendus,

Les biens que nous avons perdus

Ne nous seront-ils point rendus ?

Voyez couler nos larmes ;

Grand Dieu, si vous nous pardonnez

Nous n'aurons plus d'alarmes,

Venez, venez, venez !
4. Si vous venez en ces bas-lieux,

Nous vous verrons victorieux,

Fermer l'enfer, ouvrir les cieux .

Nous l'espérons sans cesse,

Les cieux nous furent destinés,

Tenez votre promesse,

Venez, venez, venez ! 
5. Ah ! Puissions-nous chanter un jour

Dans votre bienheureuse cour,

Et votre gloire et votre amour !

C'est là l'heureux présage

De ceux que vous prédestinez,

Donnez-nous en un gage,

Venez, venez, venez ! 
(Version moderne)
Texte révisé par Père Aimon-Marie Roguet, dominicain, et Père Louis Barjon, jésuite
Musique : Air traditionnel français, XVIe siècle (Laissez paître vos bêtes)
Cette deuxième version est censée se conformer aux décisions adoptés par les évêques du monde réunis lors du Concile Vatican II. P. Roguet a été codirecteur du Centre de pastorale liturgique de 1944 à 1964.
Venez divin Messie

Nous rendre espoir et nous sauver !

Vous êtes notre vie !

Venez, venez, venez !
1. Ô Fils de Dieu, ne tardez pas,

Par votre Corps donnez la joie

À notre monde en désarroi.

Redites-nous encore

De quel amour vous nous aimez;

Tant d'hommes vous ignorent !

Venez, venez, venez ! 
2. À Bethléem, les cieux chantaient,

Que le meilleur de vos bienfaits

C'était le don de votre paix.

Le monde la dédaigne :

Partout les cœurs sont divisés !

Qu'arrive votre règne !

Venez, venez, venez ! 
3. Vous êtes né pour les pécheurs,

Que votre grâce, ô Dieu Sauveur,

Dissipe en nous la nuit, la peur !

Seigneur que votre enfance

Nous fasse vivre en la clarté,

Soyez la délivrance,

Venez, venez, venez ! 
4. Quand vous viendrez au dernier jour

Juger le monde sur l'amour,

Que nous veillions pour ce retour !

Que votre main nous prenne

Dans le Royaume des sauvés !

Que meure enfin la haine,

Venez, venez, venez ! 